# Haiwei
Haiwei (chinesisch 海尾鎮 / 海尾镇, Pinyin Hǎiwěi Zhèn) ist eine überwiegend von Han-Chinesen bewohnte Großgemeinde des Autonomen Kreises Changjiang der Li an der Westküste der chinesischen Inselprovinz Hainan. Haiwei hat eine Fläche von 202,6 km² und hatte Ende 2017 rund 29.200 Einwohner.
Die Bevölkerung der Großgemeinde lebt überwiegend von Landwirtschaft – Haiwei besitzt 2665 ha Ackerland – und Fischerei. Außerdem gibt es dort auf dem Gebiet des Verwaltungsdorfs Sanlian das Kernkraftwerk Changjiang, das von der Hainaner Kernkraft GmbH (海南核电有限公司) betrieben wird.

## Geschichte
Wie das gesamte Gebiet des Kreises Changjiang unterstand die Gegend des heutigen Haiwei ab der Eroberung Hainans durch China im Jahr 110 v. Chr. der Kommandantur Dan’er (儋耳郡), dem heutigen Danzhou. Die Gegend blieb jedoch zunächst nur dünn besiedelt. Erst in der Song-Dynastie (960–1279) bildete sich dort ein kleiner Markt heraus, der sogenannte „Alte Markt Seeschwanz“ (海尾老市, Pinyin Hǎiwěi Lǎo Shì), eine Analogbildung zu Haitou (海头, „Seekopf“) weiter nördlich in Danzhou, das seinen Namen von einem wie ein menschlicher Kopf aussehenden Korallenriff erhielt, das dort bei Ebbe aus dem Meer ragt.
In der Ming-Dynastie (1368–1644) kamen immer mehr Händler und Fischer aus Qiongzhong, Danzhou und Lingao nach Haiwei, das sich so allmählich zu einer kleinen Ortschaft entwickelte. Zu Beginn der Republik China (1912–1949) wurde Haiwei offiziell zur Großgemeinde ernannt. Nach der Eroberung Hainans durch die Volksbefreiungsarmee im Jahr 1950 wurde Haiwei zunächst als Stadtbezirk Changjiang zugeteilt. 1957 wurde es zu einer eigenständigen Gemeinde erhoben. 1958, beim Großen Sprung nach vorn, wurde die Gemeinde in die „Volkskommune Haiwei“ (海尾人民公社) umgewandelt, die 1983 im Rahmen der Reform- und Öffnungspolitik wieder aufgelöst wurde. Seit 1987 ist Haiwei wieder eine Großgemeinde.

## Administrative Gliederung
Haiwei setzt sich aus drei Einwohnergemeinschaften und 12 Verwaltungsdörfern zusammen. Diese sind:
| Einwohnergemeinschaft Haiwei (海尾社区), Regierungssitz der Großgemeinde; Einwohnergemeinschaft Shayutang (沙渔塘社区); Einwohnergemeinschaft Xingang (新港社区); Dorf Baisha (白沙村); Dorf Changshan (长山村); Dorf Da’an (大安村); Dorf Daxian (打显村); Dorf Gaoshitang (高石塘村); | Dorf Hainong (海农村); Dorf Jindong (进董村); Dorf Nanluo (南罗村); Dorf Sanlian (三联村); Dorf Shadi (沙地村); Dorf Wuda (五大村); Dorf Wulian (五联村). |

Die Werksiedlung der Hainaner Kernkraft GmbH besitzt zwar ein eigenes Einwohnerkomitee (海南核电有限公司居委会) ist aber keine eigenständige Einwohnergemeinschaft (社区).

## Verkehrsanbindung
Die Einwohnergemeinschaft Haiwei ist, ebenso wie das Kernkraftwerk Changjiang, über die Kreisstraße X701 mit der Staatsstraße S311 und der Hainan-Ringautobahn verbunden. Der Fischereihafen von Haiwei (海尾港) ist einer der fünf größten Häfen Hainans.